# Roberto Tobe
Roberto Tobe Belope (Madrid, 14 luglio 1984) è un allenatore di calcio a 5 ed ex giocatore di calcio a 5 spagnolo naturalizzato equatoguineano.

## Carriera

### Club
Centrale difensivo dal fisico possente ed estremamente prolifico sotto porta, trascorre la maggioranza della sua carriera nel campionato spagnolo, giocando per sette stagioni e mezza nel Segovia e quindi per l'Inter. Nel 2014 si è trasferito al Baku United nel campionato inglese; con il club anglo-azero ha inoltre partecipato alla Coppa UEFA 2014-15 nella quale ha messo a segno 10 reti, laureandosi ex aequo capocannoniere della manifestazione. La stagione seguente esordisce nella Serie A italiana con la maglia della Carlisport Cogianco dove rimane fino al dicembre del 2016, quando viene acquistato dalla Luparense. Dopo un ritorno in Spagna per mezza stagione, il 4 dicembre ritorna alla Luparense.

### Nazionale
Nato a Madrid da genitori equatoguineani, in gioventù ha disputato 4 partite con la selezione under-18 spagnola senza mai debuttare in quella maggiore. Nel 2015 ha accettato la convocazione della Guinea Equatoriale, della quale è stato immediatamente nominato capitano.

## Palmarès

### Competizioni nazionali
- Campionato spagnolo: 1
Inter: 2013-14
- Campionati inglesi: 1
Baku United: 2014-15
- Campionato italiano: 1
Luparense: 2016-17
- Supercoppa italiana: 1

Luparense: 2017